# 방벌
방벌(放伐, tyrannicide)은 폭군을 살해하는 것으로, 대개 범죄화되는 시해와 구분되어 범죄가 아니고 정당한 일이라고 여겨져 왔다.

## 역사
동양에서 방벌의 개념은 그 유래가 오래 되었다. 『맹자』에서 천자가 무도한 폭군 또는 암군일 때 천하와 백성을 위해 유덕한 제후가 그 천자를 토멸하는 것을 방벌(放伐)이라 하고, 그것을 정당화하는 이론으로서 탕무방벌론을 제시했다. 고사에서 인용되는 실례가 은 탕왕과 주 무왕이기 때문에 그렇게 부른다.
전설에 따르면 중국에서 최초의 천자 계승 방법은 유덕한 사람이 유덕한 사람에게 물려주는 선양이었다. 하지만 하나라 대에 이르러 혈통세습제가 확립되었는데, 그 세습왕조가 교체되는 경우 방벌이 일어나게 되었다. 하 걸왕을 은 탕왕이 멸한 것이 최초의 방벌이라고 한다. 하지만 하나라의 역사성이 아직 확실하지 않기에, 은 주왕을 주 무왕이 멸한 것이 실재성이 확실한 최초의 방벌이 된다.
하지만 맹자가 방벌의 정당화 이론(역성혁명)을 제공했음에도 불구하고 그 뒤 중국사에서 방벌의 사례는 거의 나타나지 않는다. 진한시대 이후 황조 교체는 찬탈(유혈 쿠데타)을 해놓고 선양이라고 주장하거나, 북방 유목민이 밀고 내려와 기존 황조가 멸망(즉, 정복)하는 식으로 이루어졌다.
서양에서도 고대부터 플루타르코스의 『영웅전』, 키케로의 『의무론』, 세네카의 『헤라클레스의 광기』 등에서 폭군, 참주를 살해하는 것은 정당하다는 관념이 있었다. 중세 후기에 교권과 속권의 대립이라는 맥락 속에 토마스 아퀴나스, 요안네스 사레스베리엔시스 등 기독교 철학자들이 이를 신앙의 문제(“Rebellion to Tyrants is Obedience to God”)와 결부시켜 폭군방벌론을 더욱 발전시켰다.

## 같이 보기
- 시역
- 암살